# Santa Casa de Misericórdia de Porto Alegre
Le complexe hospitalier de la Santa Casa de Misericórdia de Porto Alegre est un ensemble d'hôpitaux de différentes spécialisations médicales localisé dans le Centre de la ville de Porto Alegre. Ce sont les hôpitaux universitaires de la Fondation de la Faculté Fédérale des Sciences Médicales de Porto Alegre. 

## Histoire

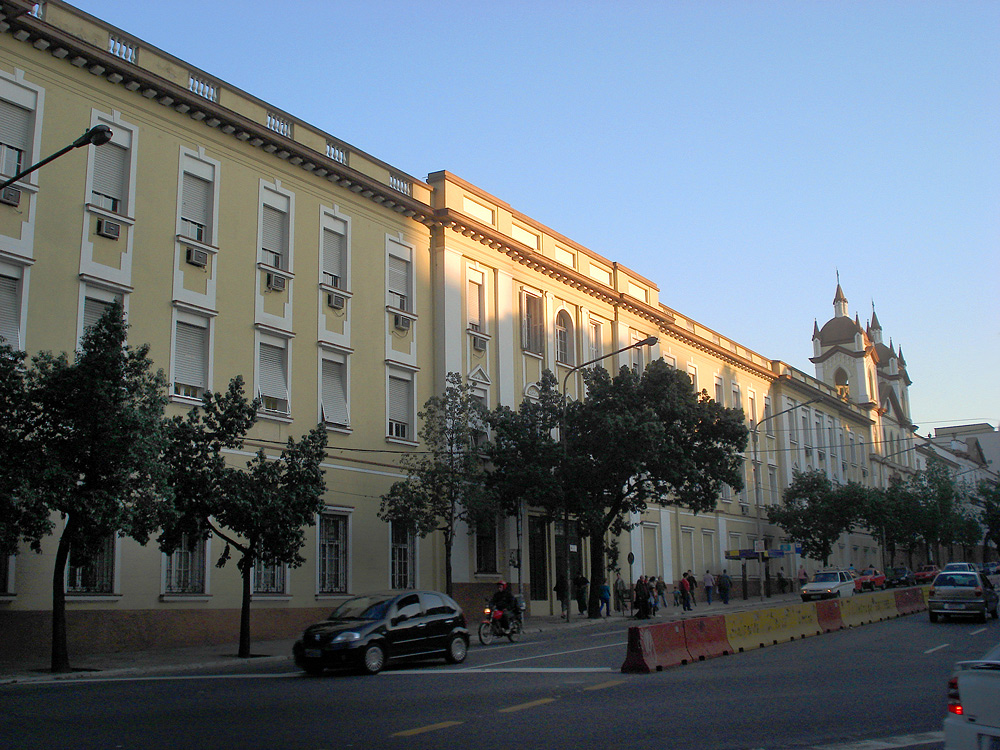
Le bâtiment historique de la Santa Casa.

Jusqu'au début du XIXe siècle, Porto Alegre ne disposait d'aucun hôpital, et les malades étaient soignés chez eux ou dans les deux « auberges-infirmeries » de conditions précaires, l'une administrée par Ângela Reiuna et José Antônio da Silva, l'autre construite autour de 1795 à la Praia do Arsenal par José da Silva Flores et Luiz Antônio da Silva.
Survint le frère Joaquim Francisco do Livramento, dévoué à la charité et ayant déjà fondé auparavant la Santa Casa de Misericórdia do Desterro dans l'Île de Santa Catarina, qui s'associa aux deux derniers bienfaiteurs précités pour créer une institution du même type à Porto Alegre. Comme de tels établissements avaient besoin d'une autorisation royale pour fonctionner, le 3 avril 1802 le Sénat de la Chambre municipale émit une demande à l'intention du prince régent Dom João pour obtenir ce permis. Un avis royal du 14 mai de la même année fut donc envoyé par le gouverneur de la Capitainerie, Paulo José da Silva Gama, autorisant la mise en place du projet et donnant les pouvoirs à la Chambre municipale pour qu'elle élise le premier Conseil d'administration de l'hôpital de Charité de Porto Alegre, lequel fut élu le 19 octobre 1803.
À la fin de 1803 commença la construction du siège de l'institution jusqu'en 1806. Un conflit opposa des administrateurs qui voulaient que l'hôpital s'occupe de patients militaires à d'autres qui voulaient garder l'institution civile. Mais le 29 mai 1822, le prince Dom Pedro I confirma à la Fraternité de la Santa Casa les prérogatives communes aux autres Santa Casas. Les premières infirmeries, la cuisine et la chapelle furent achevées.
Les premiers malades furent admis le 1er janvier 1826, et, en 1837, la Santa Casa put s'occuper des enfants abandonnés, reçut des subventions gouvernementales et la propriété de terrains. Des figures illustres passèrent à l'administration de la Santa Casa, tels que le Baron de Caxias, le maréchal Luiz Manoel de Lima e Silva, le baron de Guaíba, le baron de Gravataí et le docteur Ramiro Barcellos. 
L'hôpital São Francisco fut construit entre 1926 et 1930. La maternité Mário Totta fut créée en 1940, et, plus tard, d'autres institutions fleurirent du tronc principal de la Santa Casa, comme l'hôpital pédiatrique Santo Antônio, l'hôpital du Cancer et tous ceux qui parfont aujourd'hui le grand complexe hospitalier de Porto Alegre.

## Hôpitaux du complexe
- Hôpital Santa Clara
- Hôpital São Francisco
- Hôpital São José
- Pavillon Pereira Filho
- Hôpital Santa Rita
- Hôpital pédiatrique Santo Antônio
- Hôpital Dom Vicente Scherer

## Sources
- Franco, Sérgio da Costa. Guia Histórico de Porto Alegre. Porto Alegre: Editora da Universidade (UFRGS) / Prefeitura Municipal, 1988.